# 飞来寺 (清远市)
飛來寺，是廣東清遠市的一處著名古廟，位於廣東省清遠市城北23公里的飛來峽風景區，也是兩廣地區的知名旅遊景點。

## 歷史
飛來寺始建於南朝梁武帝普通元年（520年），相傳是從安徽飛來，故名飛來寺。1997年5月，飛來寺受洪水嚴重破壞，現時不少主體建築是隔年年陸續重建的。
飛來寺有“古、廣、美、奇”的獨特風格。南北朝梁武帝普通元年，穎川貞俊和靈靄禪師離開舒州（今安徽）上元延祚寺來到峽山，主持建寺事宜，是年十月十八日落成開光。因梁武帝親手寫“至德”兩字賜作寺門額匾,開始時便稱“至德寺”，也叫飛來寺。

## 民間傳說
據說，明代著名戲劇家湯顯祖，別號「清遠道人」，相傳為了寫作《 牡丹亭》專程來到飛來寺當了一名道士。
據説延祚寺從安徽搬往廣東，路經江西大庚嶺時，偏殿不小心被撞掉一角，落在現今的南雄梅嶺雲霧山中，這就是現在的“掛角寺”，後來又稱之為雲封寺。